# Салех Аш-Шегрі
Салех Халед Мохаммед Аш-Шегрі (араб. صالح خالد محمد الشهري, нар. 1 листопада 1993, Джидда, Саудівська Аравія) — саудівський футболіст, нападник клубу «Аль-Гіляль».
Виступав, зокрема, за клуби «Бейра-Мар» та «Ар-Раїд», а також національну збірну Саудівської Аравії.
Дворазовий переможець азійської Ліги чемпіонів.

## Клубна кар'єра
Народився 1 листопада 1993 року в місті Джидда. Вихованець футбольної школи клубу «Аль-Аглі».
У дорослому футболі дебютував 2011 року виступами за команду «Мафра», в якій провів один сезон в оренді, взявши участь у 2 матчах чемпіонату. 
Своєю грою за цю команду привернув увагу представників тренерського штабу клубу «Бейра-Мар», до складу якого на правах оренди приєднався 2012 року. Відіграв за клуб з Авейру наступний сезон своєї ігрової кар'єри. Став першим футболістом із Саудівської Аравії, який забивав у чемпіонаті європейської країни.
Протягом 2013—2015 років захищав кольори клубу «Аль-Аглі».
2015 року уклав контракт з клубом «Ар-Раїд», у складі якого провів наступні п'ять років своєї кар'єри гравця. 
До складу клубу «Аль-Гіляль» приєднався на правах оренди 2019 року. Через рік клуб викупив контракт гравця.

## Виступи за збірні
Протягом 2011–13 років залучався до складу молодіжної збірної Саудівської Аравії. На молодіжному рівні зіграв у 16 офіційних матчах, забив 11 голів.
2020 року дебютував в офіційних матчах у складі національної збірної Саудівської Аравії.
У складі збірної був учасником чемпіонату світу 2022 року у Катарі. Відзначився забитим голом у ворота Аргентини, у переможному для Саудівської Аравії матчі 2:1.

## Титули і досягнення
- Переможець Ліги чемпіонів АФК (2):

«Аль-Гіляль»: 2019, 2021
- Чемпіон Саудівської Аравії (5):

«Аль-Гіляль»: 2019–20, 2020–21, 2021–22, 2023–24
«Аль-Іттіхад»: 2024–25
- Володар Кубка Саудівської Аравії (4):

«Аль-Гіляль»: 2019–20, 2022–23, 2023–24
«Аль-Іттіхад»: 2024–25
- Володар Суперкубка Саудівської Аравії (3):

«Аль-Гіляль»: 2021, 2023, 2024